# Aldaia
Aldaia è un comune spagnolo di 24.800 abitanti situato nella comunità autonoma Valenciana.

## Società

### Evoluzione demografica
| 2.050 | 2.326 | 2.906 | 3.236 | 3.423 | 3.974 | 4.570 | 6.382 | 9.579 | 16.157 | 20.800 | 22.350 | 24.485 | 27.704 | 28.138 |